# 世運道
世運道（英語：Olympic Avenue），是香港九龍一條連接馬頭涌及啟德的道路，位於舊啟德機場旁，昔日為前往啟德機場的主要道路，其旁邊的九龍城迴旋處行車天橋底有一個小公園，名為世運公園。
1964年8月，第18屆奧運會聖火在希臘採集過後，運往主辦地日本東京途中路過香港傳遞，這是香港有史以來第一次迎來奧運聖火。香港政府為紀念此項盛事，把啟德機場附近一個迴旋處公園命名為「世運公園」，並將附近的街道命名為「世運道」。在當年，火炬手從啟德機場出發，經土瓜灣、尖沙咀渡海到中環，然後再原路折返，最後在世運道開首的世運公園結束。
世運道原來是一條微彎直路，連接香港國際機場公共交通總站、機場客運大廈及宋皇臺道，並在宋皇臺道與譚公道相接。後來機場隧道通車後，宋皇臺道為配合交通變動而改道；世運道亦由本來連接譚公道改為左轉入宋皇臺道，而原來在幸運道至譚公道間之路段曾被併入宋皇臺公園。
在啟德發展計劃下，世運道將向東延長，沿太子道東延伸至協調道工業貿易大樓對開迴旋處，並於富豪東方酒店對開接駁原有兩條前機場大廈的行車天橋，方便車輛來往太子道東東行。
位於太子道東（東行），原本連接啟揚道及前機場大廈離境層的K72行車天橋，於機場大廈拆卸後獲得保留，並成為斷橋荒廢多年。直至2021年，該天橋完成翻新及連接至協調道的工程，成為世運道一部分，並於2021年9月25日上午10時正式通車。
2022年3月11日，因應城巴位於前啟德機場跑道區的停車場被緊急收回改建為新型冠狀病毒病隔離設施，所有城巴被安排停泊在東段未通車的行車綫。其後附近的九龍城停車場開放，所有城巴改泊入該露天停車場。
2022年3月18日下午1時，沐禮街至協調道之間的一段世運道啟用，德高道至沐禮街之間的一段則緊接在2023年12月30日上午10時正起局部通車。
另一條原本連接啟揚道及前機場大廈離境層到太子道東（東行）的K73行車天橋，在2025年完成翻新及連接至世運道地面東行的工程，於2025年5月30日上午11時正式通車，成為世運道一部分。

## 交通
港鐵
- █  屯馬綫：宋皇臺站A出入口

九龍專線小巴69線，為往返九龍城及麗港城的乘客提供服務。

## 交匯道路
- 宋皇臺道
- 幸運道
- 德高道
- 沐禮街
- 太子道東
- 協調道

## 鄰近建築物
- 香港飛行總會遠東航空學校
- 啟德簡約公屋（興建中）
- 啟德河二號隔沙站